# 大足鼠
大足鼠（学名：Rattus nitidus）为鼠科家鼠属的动物。在中国大陆，分布于广西、海南、贵州、安徽、云南、四川、江苏、广东、福建、湖南等地，主要栖息于家舍、田野。该物种的模式产地在尼泊尔。

## 亚种
- 大足鼠指名亚种（学名：Rattus nitidus nitidus），Hodgson于1845年命名。在中国大陆，分布于广西、海南、贵州、安徽、云南、四川、江苏、广东、福建、湖南等地。该物种的模式产地在尼泊尔。[3]